# إيفون مارغارولا
فازت إيفون مارغارولا (بالإنجليزية: Yvonne Margarula)‏ بجائزة «أصدقاء الأرض» الدولية للبيئة لعام 1998 وجائزة المستقبل النووي لعام 1998. كما فازت بجائزة غولدمان البيئية الأمريكية لعام 1999، مع جاكي كاتونا، تقديرًا للجهود المبذولة لحماية بلادهم وثقافتهم ضد تعدين اليورانيوم.

## الاعتصامات
قام شعب الميرار الأصلي (الأستراليون الأصليون)، بقيادة مارغارولا وكاتونا، بحملة كبيرة في معارضة منجم جابيلوكا المقترح لتعدين اليورانيوم في الإقليم الشمالي بأستراليا. استخدموا الإجراءات القانونية للحصول على الدعم الوطني والدولي.و في مارس 1998، لجأ السكان الأصليون مع المنظمات البيئية، إلى العصيان المدني لإنشاء واحدة من أكبر الحصارات في تاريخ أستراليا. وعلى مدى عدة أشهر، سافر حوالي 5000 شخص من مختلف أنحاء أستراليا وحول العالم إلى المخيم النائي للاحتجاج مع شعب الميرار. في يوليو تم مسح الأرض من قبل وزارة الموارد والطاقة الأسترالية وبدأ بناء مدخل لمنجم Jabiluka. ومع ذلك، احتج المتظاهرون واعتُقل حوالي 550، بما في ذلك مارغارولا وكاتونا.
وفي عام 2011، كتبت مارغولا رسالة عامة إلى بان كي مون، الأمين العام للأمم المتحدة، معربةً عن أسفها لاستخدام اليورانيوم من أرض الشعب الأسترالي في محطة فوكوشيما.

## روابط خارجية
- Aborigines count cost of mine